# Município de Polk (condado de Crawford, Ohio)
O município de Polk (em inglês: Polk Township) é um município localizado no condado de Crawford no estado estadounidense de Ohio. No ano de 2010 tinha uma população de 2.132 habitantes e uma densidade populacional de 58,41 pessoas por km².

## Geografia
O município de Polk encontra-se localizado nas coordenadas 40° 44′ 38″ N, 82° 49′ 45″ O. Segundo a Departamento do Censo dos Estados Unidos, o município tem uma superfície total de 36.5 km², da qual 36.35 km² correspondem a terra firme e (0.42%) 0.15 km² é água.

## Demografia
Segundo o censo de 2010, tinha 2.132 habitantes residindo no município de Polk. A densidade populacional era de 58,41 hab./km². Dos 2.132 habitantes, o município de Polk estava composto pelo 98.36% brancos, o 0.28% eram afroamericanos, o 0.05% eram amerindios, o 0.28% eram asiáticos, o 0.05% eram insulares do Pacífico, o 0.23% eram de outras raças e o 0.75% pertenciam a duas ou mais raças. Do total da população o 1.08% eram hispanos ou latinos de qualquer raça.